# Hungry Lucy
Hungry Lucy — американский darkwave, трип-хоп музыкальный дуэт с женским вокалом.

## История
Группа основана в 1998 году, она выпустила 4 полноразмерных диска на лейбле Alfa Matrix в Европе и на Hungry Media в США. Christa Belle и War-N Harrison встретились, когда Harrison должен был сделать трек «Blue Dress» для трибьюта группы Depeche Mode в 1998 году и попросил Christa записать вокал. Дебютный альбом «Apparitions» вышел осенью 2000 года.
Hungry Lucy выпускалась на многих сборниках, включая «Elektrauma 5» из Triton Records в 1999, «The ultimate electro-industrial compilation» из Alfa Matrix в 2002 и «Noir — Smooth Female Trip Hop» из Dancing Ferret Discs в 2003. В 2005 альбом «To Kill a King» дебютировал на 9 месте в French Alternative Charts. Ограниченное EP издание «Reigndance» достигло 1 места в Dutch Underground Singles chart.
Название «Hungry Lucy» происходит от имени молодой девушки Lucy Ryan, которая умерла в 1792 году.

## Состав группы
- Christa Belle (род. 21 сентября 1974, Лексингтон, США) — вокал, тексты, музыка
- War-N Harrison (род. 9 декабря 1970, Шорхэм, Англия) — музыка, программирование

## Дискография

### Альбомы
- Apparitions (2000)
- Apparitions: Revisited (2002)
- Glō (2003)
- To Kill a King (2004)
- Pulse of the Earth (2010)

### EP
- Reigndance Club (EP, 2004)
- Before We Stand... We Crawl (EP, 2006)

### Клипы
Посмотреть клипы на YouTube